# Camp Fear
Camp Fear (también conocido como The Millennium Countdown) es una película de ciencia ficción / terror directo a vídeo de 1991 protagonizada por Betsy Russell y Vincent Van Patten.

## Argumento
Un grupo de chicas pertenecientes a una fraternidad optan por acampar en el bosque con un apuesto profesor, en lugar de unas vacaciones de primavera en Palm Springs. Sin embargo, su orgía se interrumpe cuando algunos druidas las encuentran y deciden que deben sacrificarlas para evitar el apocalipsis en el inicio del nuevo milenio.

## Reparto
- George Buck Flower como Wino.
- Tiny Ron Taylor como The Druid.
- David Homb como Bill.
- James Kratt como Ace.
- Nels Van Patten como Speedy.
- Sherman Augustus como Dancer #1.
- Michelle Bauer como Dorm Girl.
- Shannon Wilsey como Dorm Girl.